# Haltichella
Haltichella is een geslacht van vliesvleugeligen uit de familie bronswespen (Chalcididae). De wetenschappelijke naam van dit geslacht is voor het eerst geldig gepubliceerd in 1811 door Spinola.

## Soorten
Het geslacht Haltichella omvat de volgende soorten:
- Haltichella achterbergi Narendran, 1989
- Haltichella aequator Walker, 1862
- Haltichella bilobatus Schmitz, 1946
- Haltichella burungae Schmitz, 1946
- Haltichella cinchonica Narendran, 1989
- Haltichella clavicornis (Ashmead, 1904)
- Haltichella delhensis Roy & Farooqi, 1984
- Haltichella finator Walker, 1862
- Haltichella flavipes Schmitz, 1946
- Haltichella hydara (Walker, 1842)
- Haltichella includens Walker, 1873
- Haltichella inermis Schmitz, 1946
- Haltichella luzonica Masi, 1929
- Haltichella macrocera Waterston, 1922
- Haltichella magnidens (Girault, 1917)
- Haltichella mboroensis Risbec, 1957
- Haltichella megacerus Schmitz, 1946
- Haltichella melana Schmitz, 1946
- Haltichella nigricola Walker, 1871
- Haltichella nigroclava Roy & Farooqi, 1984
- Haltichella nipponensis Habu, 1960
- Haltichella onatas (Walker, 1843)
- Haltichella ornaticornis Cameron, 1884
- Haltichella perpulcra (Walsh, 1861)
- Haltichella pulla Steffan, 1955
- Haltichella rhyacioniae Gahan, 1927
- Haltichella rufipes (Olivier, 1791)
- Haltichella rutshurui Schmitz, 1946
- Haltichella sulcator Walker, 1862
- Haltichella swezeyi Fullaway, 1946
- Haltichella tropaeana Steffan, 1955
- Haltichella uncinatus Schmitz, 1946
- Haltichella variicolor Masi, 1929
- Haltichella versator Walker, 1862
- Haltichella xanticles (Walker, 1843)